# Maracaçumé
Maracaçumé là một đô thị thuộc bang Maranhão, Brasil. Đô thị này có diện tích 629,33 km², dân số năm 2007 là 17580 người, mật độ 27,93 người/km².